# XVII век

XVII век: заставка в книге «Три века» (1912)

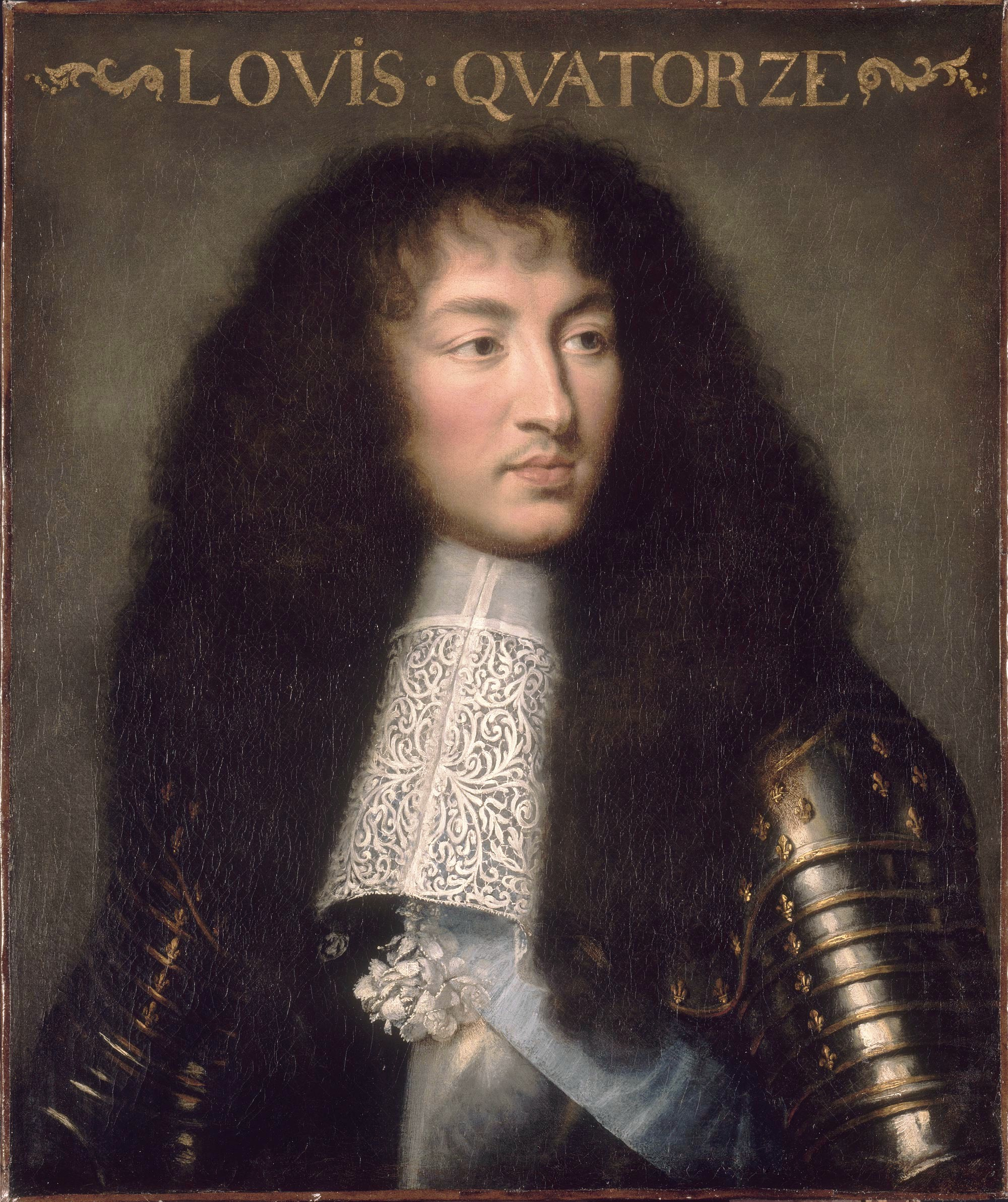
Шарль Лебрен — король Людовик XIV в молодые годы — портрет 1661 г.

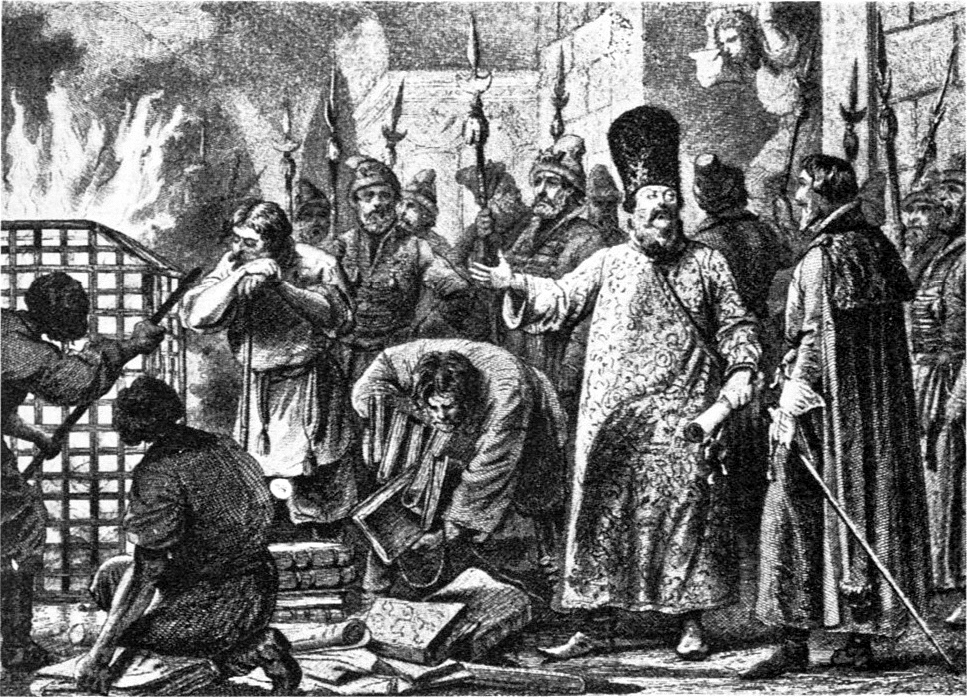
Отмена местничества в России (1682)

XVII (семна́дцатый) век  по григорианскому календарю — век с 1 января 1601 года по 31 декабря 1700 года. Это 7-й век 2-го тысячелетия.  Закончился 325 лет назад.

## События
- Нидерландская революция (1568—1648). Золотой век Голландии, завершение золотого века Испании. Изгнание морисков (1609—1614).
- Смутное время (1598—1613) и Великий голод (1601—1603) в России. Русско-польская война (1609—1618). Семибоярщина (1610—1613). Второе народное ополчение (1611—1612). Начало правления династии Романовых (1613).
- Войны Швеции с Речью Посполитой (1600—1611; 1617—1618; 1621—1626; 1626—1629), Россией (1610—1617; 1656—1658), Данией (1611—1613; 1643—1645; 1657—1658; 1658—1660; 1675—1679).
- Созданы Английская (1600), Голландская (1602) и Французская (1664) Ост-Индские компании. Голландско-португальская война (1602—1661).
- Начало колонизации Северной Америки Англией (Джеймстаун — 1607), Францией (Квебек — 1608), Голландией (Новый Амстердам — 1625).
- Начало периода абсолютной монархии во Франции (1614—1789; «Великий век»; «Старый порядок»).
- Тридцатилетняя война (1618—1648). Вестфальский мир (1648).
- Англо-французская война (1627—1629). Осада Ла-Рошели (1627—1628).
- Смоленская война (1632—1634).
- Образование Калмыцкого (1633), Джунгарского (1635) и Хошутского (1642) ханств, военная экспансия которых ознаменовала «период малого монгольского нашествия»[1].
- Франко-испанская война (1635—1659).
- Португальская война за независимость (1637—1668).
- Период самоизоляции Японии (1641—1853).
- «Бобровые войны» между французами и ирокезами (1640-е — 1701). Луизиана присоединена к Франции (1682; Кавелье де Ла Саль).
- Английская революция (1642—1651). Войны Англии, Шотландии и Ирландии (1639—1651; Войны трёх королевств). Протекторат (1653—1659; Кромвель).
- Падение династии Мин в Китае (1644). Маньчжурское завоевание Китая (1644—1683; династия Цин). Запрет морской торговли (1647).
- Фронда (1648—1653), гражданская война в годы малолетства Людовика XIV.
- В России Соляной бунт (1648), Соборное уложение (1649), церковная реформа патриарха Никона (1653; Старообрядчество).
- Восстание Хмельницкого (1648—1654). Воссоединение Украины с Россией (1654). Русско-польская война (1654—1667).
- Навигационный акт Англии (1651). Англо-голландские войны (1652—1654; 1665—1667; 1672—1674).
- Англо-испанская война (1654—1660).
- Северная война (1655—1660).
- Реставрация Стюартов в Англии (1660). Славная революция (1688). Первое якобитское восстание (1689—1694).
- В России Медный бунт (1662), Соловецкое восстание (1668—1676), Восстание Степана Разина (1670—1671), отмена местничества (1682), Стрелецкий бунт (1682).
- Великая Турецкая война (1667—1700). Войны Турции с Польшей (1620—1621; 1633—1634; 1672—1676; 1683—1699), Венецией (1645—1669, 1684—1699), Австрией (1663—1664), Россией (1672—1681; 1686—1700). Карловицкий мир (1699).
- Деволюционная война (1667—1668) Франции против Испании, Голландии, Швеции и Англии.
- Голландская война (1672—1678).
- Образовано Государство маратхов (1674). Деканские войны (1681—1707).
- Эдикт Фонтенбло (1685) вынудил протестантов к бегству из Франции.
- Война Аугсбургской лиги (1688—1697) с Францией.
- Первая ойрато-маньчжурская война (1688/1690—1697). Исход которой завершил присоединение Халхи к империи Цин
- Венская битва (1683)
- Процесс над салемскими ведьмами (1692)
- Реформы Петра I (1696—1725). «Великое посольство» (1697—1698). Стрелецкий бунт (1698).

## Культура
- Революция в науке (1543—1687).
- Военная революция.
- Треугольная торговля (конец XVI века — начало XIX века). Пиратство в Карибском море (XVII век — 1720-е).
- Барокко.
- Болонская школа живописи.
- Золотой век голландской живописи.
- 1635 — Мерлезонский балет.
- 1653 — «Балет ночи[фр.]», юный Людовик XIV впервые выходит на сцену в образе Восходящего солнца.
- 1662 — Карусель, конные состязания перед Тюильри, для которых Людовик XIV выбрал своей эмблемой Солнце.
- 1664 — «Забавы волшебного острова», первое большое празднество в Версале.

## Изобретения
- Барометр (1644; Торричелли).
- Измерена скорость света (1676).

## Города
- 1604 — Основание Томска.
- 1623 — Основание Люберец.
- 1628 — Основание Красноярска.
- 1632 — Основание Якутска.
- 1636 — Основание Тамбова.
- 1648 — Основание Симбирска.
- 1654 — Основание Харькова.
- 1661 — Основание Иркутска.
- 1666 — Основание Верхнеудинска.
- 1683—1684 — Образование города Каттакургана (Самаркандская область (Российская империя))[2].
- 1698 — Основание Таганрога.